# Trompa de los Alpes

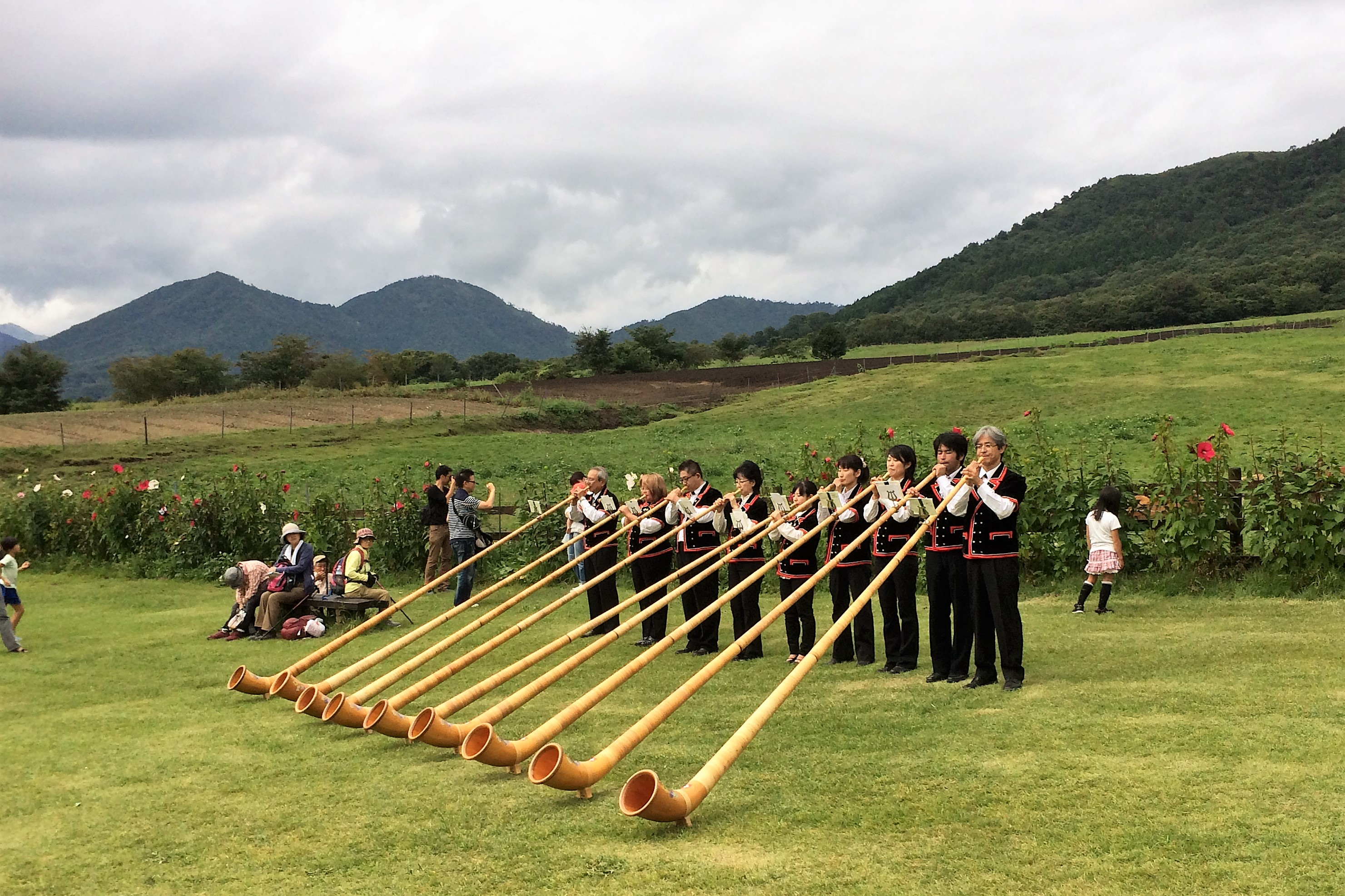
Varias trompas de los Alpes.

La trompa de los Alpes, alpina o alforn o en el idioma original (alemán suizo)  alphorn o alpenhorn (cuerno de los Alpes) es una trompa suiza larga, de madera, con boquilla de copa y tubo de sección cónica con final acampanado hacia arriba. La longitud del tubo suele variar de 1,5 a 3,60 metros de largo y normalmente suele ser recto del todo, aunque en ocasiones puede estar arrollado como una trompeta y se conoce como Büchel horn. Las notas de la trompa de los alpes son los armónicos naturales del sonido fundamental, al igual que ocurre con el fliscorno. 

## Historia

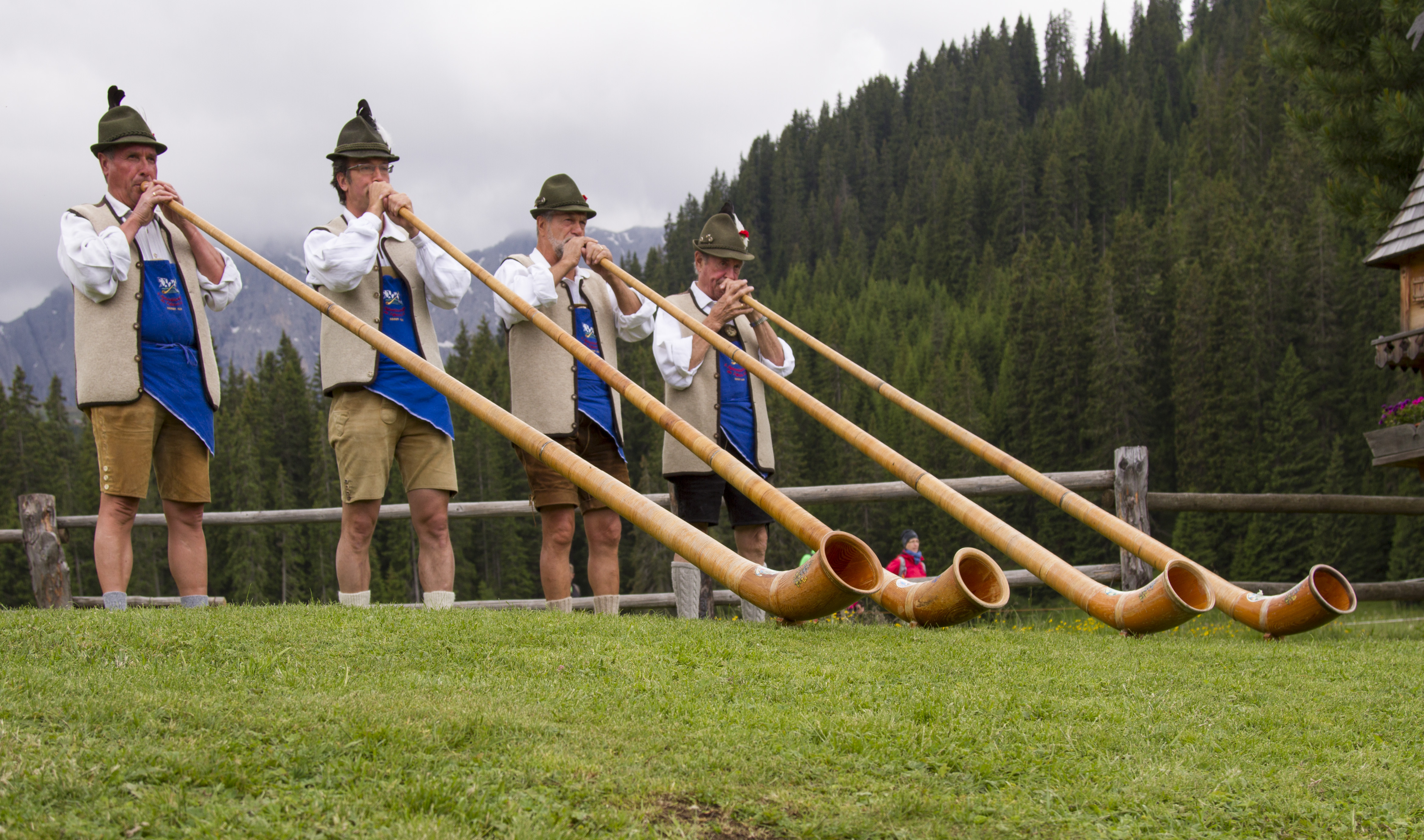
Cuarteto de trompa de los Alpes en 2014.

La trompa alpina es conocida desde la antigüedad. Su función primitiva era la comunicación, aunque las canciones tradicionales de los ganaderos suizos (ranz des vaches) y otras piezas musicales pueden interpretarse en conjuntos de tres o cuatro instrumentos. También existen instrumentos similares en los Cárpatos, los Pirineos y en la cordillera de los Andes en Sudamérica; en estos últimos se destacan el erque y la trutruca.